# Obritzberg-Rust
Obritzberg-Rust là một đô thị thuộc huyện Sankt Pölten-Land trong bang Niederösterreich, Áo.